# Piratenkodex
Ein Piratenkodex war ein Vertrag oder Verhaltenskodex von und für Piraten. Normalerweise hatte jedes Piratenschiff einen eigenen Kodex, der grundsätzliche Verhaltensregeln, Disziplinarmaßnahmen, Regeln für die Verteilung der Beute und Entschädigungen verletzter Crewmitglieder festschrieb. Es gab allerdings teilweise auch allgemein anerkannte Grundsätze, die von vielen Piraten eingehalten wurden. Ein Beispiel dafür ist die geordnete und streng hierarchisch aufgebaute Piraten-Organisation unter den Chinesen Zheng Yi und Zheng Yisao Anfang des 19. Jahrhunderts.
Zu beachten ist jedoch, dass diese Regeln nicht mit einem Ehrenkodex oder ähnlichen festen Grundsätzen, wie sie in der Populärkultur dargestellt werden, zu vergleichen waren – vielmehr handelte es sich zumeist um eine Art Disziplinarrecht bzw. Arbeitsvertrag, den die Crew einging, um geregelte Abläufe und eine gewährleistete Entlohnung erwarten zu können. Nicht zu verwechseln sind Piratenkodizes außerdem mit den Kaperbriefen, die von der Regierung an Freibeuter ausgestellt wurden und diese zur Einhaltung von Gesetzen und Kriegsregeln verpflichteten.

## Geschichte
Seeräuber gaben sich häufig selbst eine Reihe von Regeln – sie waren bekannt unter Namen wie Chasse-Partie, Charter Party, Custom of the Coast, oder Jamaica Discipline. Diese wurden schließlich unter den Begriffen Articles of Agreement oder Piratenkodex zusammengefasst. Zwar konnten diese Regeln von Schiff zu Schiff variieren, manchmal sogar von einer Reise zur anderen, doch normalerweise enthielten sie relativ ähnliche Bestimmungen über einzuhaltende Disziplin und die Verteilung von Beute und Entschädigungen. Der erste überlieferte Piratenkodex wurde im 17. Jahrhundert vom portugiesischen Seeräuber Bartolomeu Português eingeführt.
Jedes Mitglied der Besatzung musste die Regeln unterzeichnen sowie einen Eid der Treue und Ehre schwören. Dieser Akt nahm den Unterzeichner formal in die Piratencrew auf, was ihn berechtigte, die Offiziere zu wählen und Waffen zu tragen sowie ihm einen Anteil an der Beute sicherte. Die Regeln wurden daraufhin an einer gut einsehbaren Stelle (oft der Tür der Kajüte) aufgehängt.
Oftmals wurden die Besatzungen gekaperter Schiffe rekrutiert, die – manchmal freiwillig, in anderen Fällen unter Androhung von Folter und Tod – die Regeln zu unterzeichnen hatten. Dabei wurden besonders „nützliche“ Besatzungsmitglieder wie Handwerker oder Navigatoren bevorzugt. Es kam auch vor, dass sich die Crew freiwillig rekrutieren ließ, im Nachhinein jedoch behaupten konnte, dazu gezwungen worden zu sein. Trotzdem hatten Personen, die die Regeln nicht unterschrieben, bessere Chancen in einem Prozess als jene, die es taten.
Auch Sir Henry Morgan, ein Freibeuter aus Wales, führte im 17. Jahrhundert so genannte Articles of Agreement ein. Diese wurden von Alexandre Olivier Exquemelin, der sich vermutlich als Arzt bei den Freibeutern aufhielt, niedergeschrieben: „Sie erhalten für den Verlust eines rechten Arms 600 Piaster oder sechs Sklaven, für den Verlust eines linken Arms 500 Piaster oder fünf Sklaven…“ („Thus they order for the loss of a right arm six hundred pieces of eight, or six slaves; for the loss of a left arm five hundred pieces of eight, or five slaves…“) Zum Vergleich konnte zur damaligen Zeit bereits für zwei Piaster eine Kuh erworben werden. Beim Anheuern unterschrieb ein Pirat diesen Codex, der ihm demokratische Mitspracherechte bei der Wahl des Kapitäns und einen festgelegten Anteil an der Beute zusicherte. Heute befinden sich die als Piratencodex bekannten Aufzeichnungen im Archivo General de Indias in Sevilla.

## Parley
Parley [ˈpɑrli] (vom französischen parler für „sprechen, reden“, seltener auch Parlay) ist ein Treffen verfeindeter Parteien, um über das weitere Vorgehen zu verhandeln. Der Begriff wurde bekannt durch den Film Fluch der Karibik, bei der sich Elizabeth Swann, die Tochter des Gouverneurs von Port Royal, gegenüber den Piraten unter Capitan Hector Barbossa auf das „Recht zu Reden“ beruft, um dem Tod zu entkommen. Ebenso wird Parley verwendet in Shakespeares Julius Cäsar sowie den Filmen/Serien The Wire, The Office, Charmed, John Wick: Kapitel 3, Django Unchained, The Order und Copshop.